# Bovista bovistoides
Bovista bovistoides är en svampart som först beskrevs av Cooke & Massee, och fick sitt nu gällande namn av S. Ahmad 1952. Bovista bovistoides ingår i släktet äggsvampar och familjen Agaricaceae.   Inga underarter finns listade i Catalogue of Life.